# Muiredach mac Brain (mort en 818)
Pour les articles homonymes, voir Muiredach mac Brain.
Muiredach mac Brain (mort en 818) est un roi de Leinster issu du sept des Uí Muiredaig de la lignée des Uí Dúnlainge une dynastie des Laigin. Ce sept avait sa résidence royale à  Maistiu (Mullaghmast) dans le sud du comté de Kildare. Il est le fils de Bran Ardchenn mac Muiredaig (mort en 795), un précédent roi. Il règne de 805 à 806 puis de nouveau de 808 à 818.

## Contexte
Bien que non ne soit pas inscrit dans la liste de rois du  Livre de Leinster, il est mentionné dans les chroniques d'Irlande. qui lui attribuent le titre de leth-ri (demi-roi) lors de sa mort en 818 (Annales d'Ulster) il règne en co-régence avec  Muiredach mac Ruadrach (mort en 829) du sept Uí Fáeláin.
En 795, son père, Bran, avait été assassiné par son successeur Finsnechta Cethardec mac Cellaig (mort en 808) du sept Uí Dúnchada ce crime est un défi direct à la politique de l'Ard ri Erenn. En 805, Fínsnechta est déposé par l'Ard ri Áed Oirdnide mac Neill (mort en 819) du Cenél nEógain qui installe Muiredach mac Brain et Muiredach mac Ruadrach du sept Uí Fáeláin comme co-régents Finsnechta trouve refuge auprès de Muirgius mac Tommaltaig (mort en 815), le roi de Connacht qui l'aide à retrouver son trône 806.
Après la mort de Finsnechta, Muiredach mac Brain et Muiredach mac Ruadrach reprennent leur règne conjoint. En 814, une bataille entre les Uí Cheinnselaigh du sud du Leinster et les fils de Bran est relevée. Le combat voit la victoire des fils de Bran, probablement s'agit-il de Muiredach et de son frère Cellach mac Brain (mort en 834). Après la mort de Muiredach mac Brain, Muiredach mac Ruadrach demeure l'unique roi.

## Postérité
Les fils de Muiredach, Tuathal mac Muiredaig (mort en 854) et Dúnlaing mac Muiredaig (mort en 869) seront également rois de Leinster. Un autre de ses fils Artúr mac Muiredaig (mort en 847) sera roi à l'ouest de la Liffey: Iarthair Liffey.

## Sources primaires
- Livre de Leinster, Rig Laigin et Rig Hua Cendselaig sur CELT: Corpus of Electronic Texts at University College Cork
- Annales d'Ulster sur CELT: Corpus of Electronic Texts at University College Cork
- Annales de Tigernach sur CELT: Corpus of Electronic Texts at University College Cork

## Sources secondaires
- (en) T.W Moody, F.X. Martin, F.J. Byrne, A New History of Ireland IX Maps, Genealogies, Lists. A companion to Irish History part II, Oxford, Oxford University Press, 2011, 690 p. (ISBN 978-0-19-959306-4), p. 134 & 200 Kings of Leinster to 1171
- (en) Francis John Byrne, Irish Kings and High-Kings, Dublin, Four Courts Press, 2001, 341 p. (ISBN 978-1-85182-196-9)
- (en) T.M. Charles-Edwards, Early Christian Ireland, Cambridge, Cambridge University Press, 2000, 707 p. (ISBN 0-521-36395-0, lire en ligne)